# Place Richard-de-Coudenhove-Kalergi
La place Richard-de-Coudenhove-Kalergi est une voie située dans le quartier de Chaillot du 16e arrondissement de Paris.

## Situation et accès
La place Richard-de-Coudenhove-Kalergi est desservie à proximité par la ligne 6 à la station Kléber.

## Origine du nom

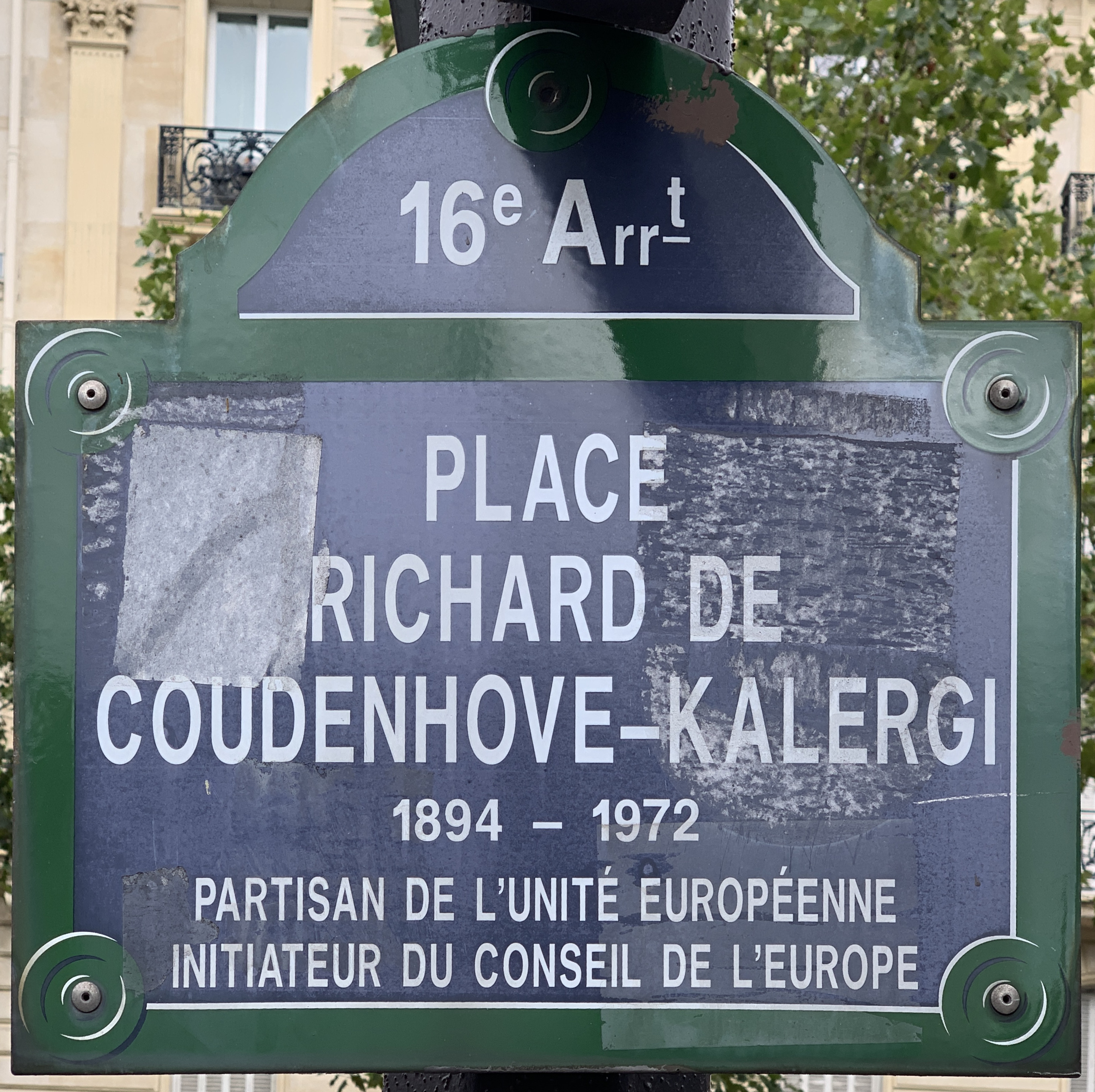
Plaque de la place.

Elle porte le nom du diplomate autrichien Richard de Coudenhove-Kalergi (1894-1972).

## Historique
La place est créée et prend sa dénomination actuelle par un arrêté municipal du 15 septembre 1982 sur l'emprise des voies qui la bordent.